# Tie Your Mother Down
"Tie Your Mother Down" é um single da banda britânica de rock Queen, lançado em março de 1977. A canção é a primeira do álbum A Day at the Races, e foi escrita por Brian May. Em seu lançamento original, alcançou o 31° lugar no Reino Unido e o 49° nos Estados Unidos. Em 1997 foi relançada, juntamente com o single "No-One But You (Only The Good Die Young)".
A música foi escrita de forma despretensiosa por Brian, através de um riff de guitarra, no qual cantarolou o verso "tie your mother down" com finalidade humorística. Freddie Mercury gostou, e incentivou May a completar a faixa. A faixa esteve durante todas as turnês subsequentes do grupo.
O B-side do single contém "You and I", uma composição de John Deacon que pertence ao mesmo álbum.

## Ficha técnica
Banda
- Brian May - vocais de apoio, guitarra e composição
- John Deacon - baixo
- Freddie Mercury - vocais
- Roger Taylor - bateria, gongo e vocais de apoio